# Emesis polymenus
Emesis polymenus är en fjärilsart som beskrevs av Fabricius 1793. Emesis polymenus ingår i släktet Emesis och familjen Riodinidae. Inga underarter finns listade i Catalogue of Life.